# Marozia (film)
 (juillet 2025).
Pour plus de détails, voir Fiche technique et Distribution.
Marozia est un film italien réalisé par Gerolamo Lo Savio, sorti en 1911.
Ce film muet en noir et blanc met en scène la noble romaine Marozia, figure emblématique de la « pornocratie pontificale », une période particulière de la papauté de 904 à 963.

## Fiche technique
- Titre original : Marozia
- Réalisation : Gerolamo Lo Savio
- Scénario : Gerolamo Lo Savio
- Société de production : Film d'Arte Italiana
- Société de distribution : Film d'Arte Italiana (Royaume d'Italie) ; Pathé Frères (France)
- Pays d'origine :  Royaume d'Italie
- Langue : italien
- Format : Noir et blanc – 1,33:1 – 35 mm – Muet
- Genre : film historique
- Longueur de pellicule : 315 m (1 bobine)
- Année : 1911
- Dates de sortie :
  -  Italie : avril 1911
  -  Royaume-Uni : mai 1911
  -  Espagne : 1er mai 1911
  -  Empire allemand : 13 mai 1911
  -  France : 28 juillet 1911 (Bordeaux)
  -  Finlande : 7 février 1912

## Distribution
- Vittoria Lepanto : Marozia
- Francesco Di Gennaro : Albéric (Alberico)
- Stanislao Ciarli : Jean XI (Giovanni XI)